# Spaghetti met kaas
Spaghetti met kaas is het 165ste stripverhaal van Jommeke. De reeks wordt getekend door striptekenaar Jef Nys. Scenarist is Jan Ruysbergh.

## Verhaal
Wanneer Filiberke spaghetti klaarmaakt voor zijn vrienden, blijkt zijn kookkunst niet groots. Daarop trakteert zijn vader op spaghetti in een restaurant. Wanneer Filiberke zijn bord krijgt, spaghetti met kaas, blijkt dat in de spaghetti een juweel is verstopt. Een koppel wat verderop is woedend. Ze vroegen ook een spaghetti met kaas. Het blijkt dat spaghetti met kaas een wachtwoord is. Toevallig heeft Filiberke het bord spaghetti met een gestolen juweel gekregen, dat eigendom is van de Italiaanse gravin Gigiola Vrinquetti.
Jommeke en zijn vrienden doen hun verhaal aan Elodie van Stiepelteen. Deze vertelt dat Vrinquetti een vroegere vriendin van haar is. Ze reizen allemaal naar Italië, naar Vrinquetti. Deze reageert vreemd op de komst van de groep. Jommeke en Filiberke ontdekken dat ze een dubbelgangster is. De dieven slaan op de vlucht en Jommeke en zijn vrienden zetten de achtervolging in. Nadat ze de juweel terughebben, worden de slechteriken opgesloten.
Alles wordt afgesloten met een feest.

## Achtergronden bij het verhaal
- Vrinquetti komt opnieuw voor in De zilveren traan.